# Amara rubrica
Amara rubrica är en skalbaggsart som beskrevs av Samuel Stehman Haldeman. Amara rubrica ingår i släktet Amara och familjen jordlöpare. Inga underarter finns listade i Catalogue of Life.